# Chalmers Műszaki Egyetem
A Chalmers Műszaki Egyetem (svédül: Chalmers tekniska högskola, gyakran csak Chalmers), a svédországi Göteborgban elhelyezkedő műszaki- és természettudományi egyetem.

## Történet
Az egyetemet 1829-ben alapították William Chalmers (1748-1811) a Svéd Kelet-indiai Társaság elnökének adományából, hogy a vagyonának egy részéből műszaki iskolát alapítsanak. A Chalmers magánintézményként működött 1937-ig, amikor is állami egyetemmé vált. 1994-ben visszaalakult magánintézménnyé, amelynek élén egy alapítvány áll.

## Hallgatók
A svédországi mérnökök és építészek körülbelül 40%-a a Chalmersen végez. 2007 óta minden mesterképzést angolul tanítanak, a svéd és nemzetközi hallgatóknak közösen. Jelenleg a mester és PhD hallgatók körülbelüli 10%-a külföldi.